# Udayapur
Der Distrikt Udayapur (Nepali उदयपुर जिल्ला) ist ein Distrikt in Nepal und gehört seit der Verfassung von 2015 zur Provinz Koshi.

## Geschichte
Der Distrikt gehörte bis zum Jahr 2015 zur Verwaltungszone Sagarmatha.

## Geographie
Der Distrikt bildet einen 80 km langen in West-Ost-Richtung verlaufenden und 20 km breiten Streifen im südlichen Himalaya. Er reicht von der Mahabharat-Kette im Norden über den Inneren Terai bis zu den Siwaliks im Süden. Der Koshi bildet die östliche Grenze, der Sunkoshi die Nordgrenze des Distrikts. Im Westen verläuft die Kamala ein kurzes Stück entlang der Distriktgrenze.
Der Distrikt hatte bei der Volkszählung 2001 287.689 Einwohner. Im Jahre 2011 waren es 317.532.

## Verwaltungsgliederung
Städte im Distrikt Udayapur:
- Beltar-Basaha
- Katari
- Triyuga
- Belaka

Gaunpalikas (Landgemeinden):
- Udayapurgadhi
- Rautamai
- Limchungbung
- Tapli

Bis zum Jahr 2017 wurde der Distrikt in die folgenden Village Development Committees (VDCs) unterteilt:
- Aaptar
- Balamta
- Baraha
- Barre
- Basabote
- Bhumarashuwa
- Bhuttar
- Chaudandi
- Dumre
- Hadiya
- Hardeni
- Iname
- Jalpachilaune
- Jante
- Jogidaha
- Katunjebawala
- Khanbu
- Laphagaun
- Lekhani
- Lekhgaun
- Limpatar
- Mainamaini
- Mayankhu
- Nametar
- Okhale
- Panchawati
- Pokhari
- Rauta
- Risku
- Rupatar
- Saune
- Shorung Chabise
- Sirise
- Siddhipur
- Sundarpur
- Tamlichha
- Tapeswari
- Tawashri
- Thanagaun
- Thoksila
- Valaya Danda